# لوکاس روپ
لوکاس روپ (انگلیسی: Lukas Rupp؛ زادهٔ ۸ ژانویهٔ ۱۹۹۱) یک بازیکن فوتبال اهل آلمان است که در پست هافبک بازی می‌کند.
از باشگاه‌هایی که در آن بازی کرده‌است می‌توان به باشگاه فوتبال اشتوتگارت، باشگاه فوتبال کارلسروهه، بروسیا مونشن‌گلادباخ، باشگاه فوتبال پادربورن و باشگاه فوتبال پادربورن، اشاره کرد.